# ياسر فيضي
ياسر فيضي (بالفارسية: یاسر فیضی) هو لاعب كرة قدم إيراني، من مواليد 27 يوليو 1992، يلعب مع نادي بارس جنوبي جم.

## روابط خارجية
- ياسر فيضي على موقع قاعدة بيانات كرة القدم.إي يو (الإنجليزية)
- ياسر فيضي على موقع Soccerway.com (الإنجليزية)